# Radzanowo
Radzanowo ist ein Dorf und Sitz der gleichnamigen Gemeinde im Powiat Płocki der Woiwodschaft Masowien, Polen.

## Gemeinde
Zur Landgemeinde Radzanowo gehören folgende Ortschaften mit einem Schulzenamt:
Białkowo
Brochocin
Brochocinek
Chełstowo
Chomętowo
Ciółkowo
Ciółkówko
Czerniewo
Dźwierzno
Juryszewo
Kosino
Kostrogaj
Łoniewo
Męczenino
Nowe Boryszewo
Radzanowo
Radzanowo-Dębniki
Radzanowo-Lasocin
Rogozino
Stare Boryszewo
Stróżewko
Szczytno
Ślepkowo Królewskie
Ślepkowo Szlacheckie
Śniegocin
Trębin
Wodzymin
Woźniki
Woźniki-Paklewy
Wólka

## Verweise